# 36. šachová olympiáda
36. šachová olympiáda (nebo Šachová olympiáda 2004 či Šachová olympiáda v Calvia) byl již 36. ročník šachové olympiády pořádaný Mezinárodní šachovou federací (FIDE) proběhlý v obci Calvià na španělském ostrově Mallorca od 14. do 31. října 2004. Součástí byla otevřená (mužská) a ženská sekce. V první z nich hrálo 129 týmů, v ženské pak 87 týmů. Celkem se zúčastnilo 1204 hráčů.
Hlavním rozhodčím akce byl singapurský mezinárodní arbitr Ignatius Leong. Hrálo se 14 kol podle švýcarského systému. V mužské sekci zvítězil tým Ukrajiny před týmy Ruska a Arménie, v ženské sekci to pak byl tým Číny před týmy USA a Ruska. Hráčem s nejvyšší výkonností byl Baadur Džobava s výkonem 2842 Elo bodů, v ženské sekci to byla Zsuzsa Polgárová s výkonem 2622 Elo bodů. Týmy české reprezentace skončily na 29., resp. 28. místě.